# William MacAskill
William MacAskill (de soltero William Crouch; nacido el 24 de marzo de 1987) es un filósofo escocés especializado en filosofía moral, y uno de los promotores del movimiento de altruismo eficaz. Es profesor adjunto de filosofía en la Universidad de Oxford, investigador del Instituto de Prioridades Mundiales de Oxford y director de la Fundación de Previsión para la Investigación de Prioridades Mundiales.
MacAskill es también el cofundador y presidente de 80.000 Horas, el cofundador y vicepresidente de Giving What We Can, y el cofundador del Centro para el Altruismo Eficaz.
Es el autor del libro Doing Good Better: Effective Altruism and a Radical New Way to Make a Difference.

## Doing Good Better
Su libro sobre el altruismo efectivo., Doing Good Better (Haciendo el bien mejor), se publicó en 2015, y fue reseñado favorablemente en la Revisión de Londres de Libros, The Guardian, y The New York Times.

## Publicaciones
- What We Owe the Future: A Million-Year View. Basic Books, 2022. ISBN 978-1541618626
- Doing Good Better: Effective Altruism and a Radical Way to Make a Difference. Londres: Guardián Faber, 2015.   .
- Con Krister Bykvist y Toby Ord. Moral Uncertainty. Oxford: Oxford Prensa universitaria, 2020. ISBN 978-1-78335-049-0. (Próximo)
- Con Darius Meissner. Utilitarianism.net — Un libro de texto online de introducción al utilitarismo.